# Когато гръм удари (филм, 1995)
„Когато гръм удари“ е български телевизионен игрален филм от 1995 година, по сценарий и режисура на Дочо Боджаков. Оператор е Иван Варимезов. Създаден е по мотиви от драмата „Когато гръм удари, как ехото заглъхва“ на Пейо Яворов.

## Актьорски състав
- Стефан Данаилов – Сава
- Пламена Гетова
- Любен Чаталов – полковник Витанов
- Петър Попйорданов
- Евелина Борисова
- Даниел Цочев

## Награди
- Награда на СБФД за най-добра режисура, МТФ „Златна ракла“